# Amerindi nord-americà
Els amerindis nord-americans són els pobles originaris de l'Amèrica del Nord, i els seus descendents, i els grups ètnics que s'hi identifiquen. Es coneixen també com a pobles indígenes, americans nadius o primeres nacions. Els amerindis nord-americans es distribueixen per tot el subcontinent i poden ser agrupats en: 
- els amerindis canadencs
- els amerindis estatunidencs
- els amerindis mexicans